# Karl Friedrich Borée
Karl-Friedrich Borée (geboren als Karl Friedrich Boeters; * 29. Januar 1886 in Görlitz; † 28. Juli 1964 in Darmstadt) war Schriftsteller und Rechtsanwalt.

## Leben
Sein Vater, der Chirurg Ernst Boeters, ermöglichte ihm ein Studium der Nationalökonomie und Rechtswissenschaften in Berlin. Anschließend promovierte er zum Dr. jur., bevor er 1913 als Assistent seine Laufbahn an der juristischen Fakultät in Berlin fortsetzte. Im Ersten Weltkrieg wurde Borée als Soldat bereits 1915 in Serbien schwer verwundet und nach einem langwierigen Krankenhausaufenthalt entlassen. Ab 1919 wurde er in der Stadtverwaltung von Berlin-Frohnau beschäftigt, wechselte aber schon 1920 nach Königsberg, wo er bis 1924 Stadtrat war. Danach hatte er für zehn Jahre eine Anwaltskanzlei in Berlin, ging aber spätestens ab 1934 ausschließlich seinen schriftstellerischen Ambitionen nach. In der Zeit des Nationalsozialismus wurde eines seiner Werke verboten, ansonsten konnte er weiter publizieren, was auf eine Mitgliedschaft seinerseits in der NS-Zwangsorganisation der Reichsschrifttumskammer schließen lässt. 1946 trat er in die SPD ein und fing an, Beiträge im Berliner Tagesspiegel zu veröffentlichen, ab 1952 war Borée Sekretär der Deutschen Akademie für Sprache und Dichtung mit Sitz in Darmstadt. Seine letzte Wohnung hatte er in dem Mietshaus Rüdesheimer Str.102 in Darmstadt, wo er auch verstarb. Borée war Protestant.

## Zum Werk
Laut eigener Aussage unternahm Borée mit ca. 10 Jahren seine ersten schriftstellerischen Versuche, deren Ergebnisse er jedoch im Alter von 15 Jahren verbrannte. Die nächsten belletristischen Werke schrieb er erst 14 Jahre später unter den Eindrücken des Krieges, wobei diese, anders als in seiner Jugendzeit, nicht lyrischer Natur, sondern Prosa waren.
Seinen Durchbruch erzielte er schließlich 1930 mit dem Liebesroman „Dor und der September“, in welchem es um die Beziehung zwischen einem ca. 40-jährigen Kriegsrückkehrer und einer 20-jährigen Medizinstudentin geht, und welcher als Reaktion auf eine reale, eineinhalb Jahre andauernde, Affäre Borées entstand. Daraufhin widmete sich Borée nun vollends der Schriftstellerei und brachte 1936 sein nächstes Werk „Das Quartier an der Mosel“ heraus, welches jedoch durch die Nationalsozialisten als „unsoldatisch“ verboten wurde. Fortan durfte er zwar weiter publizieren, doch fand er durch die zuvor geschehene Verfemung sehr viel weniger Anklang. Nach dem Krieg schrieb er bis zu seinem Tod Essays, Novellen, Romane, Kurzgeschichten und Erzählungen, schaffte es aber auch in der BRD nicht mehr an seinen frühen Erfolg anzuknüpfen.
Borée wird grob mit der Stilepoche der Neuen Sachlichkeit assoziiert. Sein literarischer Nachlass wird durch das Schiller-Archiv in Marbach verwaltet.

## Ehrungen
- 1953: Verdienstkreuz am Bande der Bundesrepublik Deutschland
- 1956: Goethe-Plakette des Landes Hessen
- 1956: Johann-Heinrich-Merck-Ehrung der Stadt Darmstadt
- 1961: Verdienstkreuz 1. Klasse der Bundesrepublik Deutschland

## Werke (Auswahl)
- Arbeiter-Tarifverträge der Gemeinde-Kritik auf Grund der Praxis. Preußisches Verwaltungsblatt 34 (1920)[3]
- Dor und der September. 1930
- Das Quartier an der Mosel. Rütten & Loening[3], Frankfurt 1936
- Kurze Reise auf einen anderen Stern. 1937
- Die Geschichte eines Unbekannten. 1938
- Maria Nehls. 1939[2]
- Diesseits von Gott; Essay. Piper-Verlag, München 1941
- Die halbvollendete Schöpfung. Gespräche über ein Thema der Natur. R. Piper., München 1948
- Ein Abschied. 1951; Neuausgabe: Düsseldorf : Lilienfeld Verlag, 2019, mit einem zusätzlichen Text von Karl Friedrich Borée und einem Nachwort von Axel von Ernst, ISBN 978-3-940357-77-9
- Frühling 45. Chronik einer Berliner Familie. 1954. Neuauflage: Frühling 45. Chronik einer Berliner Familie. Roman. Lilienfeld Verlag, Düsseldorf 2017, ISBN 978-3-940357-60-1, auch als E-Book erhältlich: ISBN 978-3-940357-61-8
- Belehrendes und ergötzliches Büchlein von der Darmstädter Strassenbahn. HEAG, [Darmstadt] [1957]
- Verworrenes Quartier. 1958[8]
- 10 [Zehn] Jahre Arbeit der Wiederaufbau GmbH Darmstadt. Reba-Verlag, Darmstadt [1959]
- Semiten und Antisemiten. Europäische Verlags-Anstalt, Frankfurt a. M. 1960
- Spielereien und Spiegelungen. Roether,  Darmstadt 1961
- Erlebnisse. Roether, Darmstadt 1964